# Dixon (Iowa)
Dixon és una població dels Estats Units a l'estat d'Iowa. Segons el cens del 2000 tenia 276 habitants.

## Demografia
Segons el cens del 2000, Dixon tenia 276 habitants, 105 habitatges, i 74 famílies. La densitat de població era de 710,4 habitants per km².
Dels 105 habitatges en un 41,9% hi vivien nens de menys de 18 anys, en un 59% hi vivien parelles casades, en un 7,6% dones solteres, i en un 29,5% no eren unitats familiars. En el 25,7% dels habitatges hi vivien persones soles el 8,6% de les quals corresponia a persones de 65 anys o més que vivien soles. El nombre mitjà de persones vivint en cada habitatge era de 2,63 i el nombre mitjà de persones que vivien en cada família era de 3,12.
Per edats la població es repartia de la següent manera: un 31,5% tenia menys de 18 anys, un 7,6% entre 18 i 24, un 31,2% entre 25 i 44, un 19,9% de 45 a 60 i un 9,8% 65 anys o més.
L'edat mediana era de 33 anys. Per cada 100 dones de 18 o més anys hi havia 98,9 homes.
La renda mediana per habitatge era de 37.292 $ i la renda mediana per família de 42.188 $. Els homes tenien una renda mediana de 27.500 $ mentre que les dones 21.875 $. La renda per capita de la població era de 14.826 $. Entorn del 4,3% de les famílies i el 5,1% de la població estaven per davall del llindar de pobresa.

## Poblacions més properes
El següent diagrama mostra les poblacions més properes.